# Universitätsallianz Ruhr
Die Universitätsallianz Ruhr (UA Ruhr) wurde 2007 als Universitätsallianz Metropole Ruhr (UAMR) gegründet. Sie ist ein strategischer Zusammenschluss der Universität Duisburg-Essen, der Ruhr-Universität Bochum und der Technischen Universität Dortmund. Gemeinsame Profilschwerpunkte sind Materials Chain und der Exzellenzcluster RESOLV. 2017 wurde das erste gemeinsame Kompetenzfeld Metropolenforschung eingerichtet.

## Profil
Die drei Universitäten der Allianz kooperieren – wo immer sinnvoll – um durch eine Bündelung der Kompetenzen und Stärken leistungsfähiger zu werden. Durch den Ausbau kompatibler Profilbereiche an den einzelnen Partneruniversitäten als auch durch vielfältige hochschulübergreifende Kooperationen in den Bereichen Forschung, Lehre und Verwaltung wird die UA Ruhr stetig weiter entwickelt mit dem Ziel, die Metropole Ruhr als exzellenten Standort in der nationalen und internationalen Wissenschafts- und Studienlandschaft zu etablieren.

## Kurzübersicht
- ca. 120.000 Studierende
- fast 16.000 Absolventen jährlich
- mehr als 1.000 Promotionen pro Jahr
- ca. 1.300 Professoren
- ca. 1,4 Mrd. € jährliches Haushaltsvolumen
- ca. 350 Mio. € Drittmittel pro Jahr und
- 20 Sonderforschungsbereiche (SFB) der DFG mit Sprecherfunktion
- Gemeinsame Profilschwerpunkte: Materials Chain und der Exzellenzcluster RESOLV
- Gemeinsames Kompetenzfelder: Metropolenforschung, Energie – System – Transformation sowie Empirische Wirtschaftsforschung
- über 570 Studiengänge

## Kooperationen
Die drei Universitäten kooperieren in 61 Projekten und haben zahlreiche gemeinsame Institutionen ins Leben gerufen.

### Research Academy Ruhr
Die Research Academy Ruhr ist die gemeinsame Plattform zur Förderung von Wissenschaftlerinnen und Wissenschaftlern auf dem Karriereweg. Unter diesem Dach bieten die RUB Research School der Ruhr-Universität Bochum, das Graduiertenzentrum der Technischen Universität Dortmund und das Graduate Center Plus der Universität Duisburg-Essen ein gemeinsames überfachliches Qualifizierungs- und Vernetzungsprogramm für die verschiedenen Phasen der inner- und außeruniversitären wissenschaftlichen Karriere an.

### Research Alliance Ruhr
Zurückgehend auf einer Idee der Ruhr-Konferenz, unterzeichneten die Rektoren der Ruhr-Universität Bochum, der Technischen Universität Dortmund und der Universität Duisburg-Essen am 10. Februar 2022 den erweiterten Kooperationsvertrag zum Aufbau der „Research Alliance Ruhr“. Internationale Spitzenforschung zu drängenden Zukunftsfragen ist das erklärte Ziel der Allianz. Dafür werden vier Research Center und ein College mit bis zu 50 neuen Professuren ausgestattet. Ab 2025 erhalten die drei Universitäten jeweils 16 Mio. Euro pro Jahr für die Fortführung und den Ausbau.
Gegründet wurden:
- Research Center One Health Ruhr
- Research Center Chemical Sciences and Sustainability
- Research Center Trustworthy Data Science and Security
- Research Center Future Energy Materials and Systems
- College for Social Sciences and Humanities

### Kulturwissenschaftliches Institut Essen
Das Kulturwissenschaftliches Institut Essen (KWI) ist das interdisziplinäre Forschungskolleg der UA Ruhr für Geistes- und Kulturwissenschaften in der Tradition internationaler Advanced Study-Institute.

### AREA Ruhr
AREA Ruhr heißt die 2016 gegründete, gemeinsame wissenschaftliche Einrichtung der Fakultät für Ostasienwissenschaften (OAW) der Ruhr-Universität Bochum und des Institute of East Asian Studies (IN-EAST) der Universität Duisburg-Essen.

### UA Ruhr-Verbindungsbüros
Die drei Verbindungsbüros der Universitätsallianz Ruhr (UA Ruhr) tragen die Stärken des Forschungs- und Studienstandorts Ruhrgebiet in alle Welt. Fuß gefasst haben die drei Ruhrgebietsuniversitäten mittlerweile in Nord- und Südamerika (UAR Liaison Office New York; UAR Liaison Office Latin America). Ein weiteres Verbindungsbüro repräsentiert die Region Osteuropa/Zentralasien.

### Mercator Research Center Ruhr
Das Mercator Research Center Ruhr (MERCUR) verfolgt das Ziel, die strategische Kooperation der in der UA Ruhr verbundenen Universitäten zu fördern und so den Wissenschaftsstandort Ruhrgebiet nachhaltig zu stärken.

### Kooperation der IT-Versorgungseinrichtungen
Am 27. Januar 2010 wurde durch eine Vereinbarung der Kanzler der drei Universitäten die Kooperation der zentralen IT-Versorgungseinrichtungen begründet.
Mit der Vereinbarung wurde die Bildung dreier Kompetenzzentren beschlossen:
- UA-Ruhr-Zentrum für verteiltes Datenmanagement und Datensicherung an der Universität Duisburg-Essen
- UA-Ruhr-Zentrum zum Betrieb von Hochleistungsrechnern und Grid an der Technischen Universität Dortmund
- UA-Ruhr-Zentrum für (Server-)Virtualisierung an der Ruhr-Universität Bochum